# باتريك ويمبرلي
باتريك ويمبرلي (بالإنجليزية: Patrick Wimberly) هو كاتب أغاني ومنتج أسطوانات أمريكي، ولد في 29 مايو 1983 في ناشفيل في الولايات المتحدة.

## وصلات خارجية
- باتريك ويمبرلي على موقع IMDb (الإنجليزية)
- باتريك ويمبرلي على موقع ميوزك برينز (الإنجليزية)
- باتريك ويمبرلي على موقع ديسكوغز (الإنجليزية)
- باتريك ويمبرلي على موقع ديسكوغز (الإنجليزية)